# 巴克爾根德
巴克爾根德為中印度中古世紀的歷史區域，位置約在今印度中央邦的右邊。蓋穆爾山（Kaimur）穿越的該區，兩邊擁有高山與平原，十三世紀之前，尚是人文活躍的王朝區域，後則漸趨被印度其他強大王朝併吞。